# Plectoptilus
Plectoptilus is een monotypisch geslacht van spinnen uit de  familie van de Oonopidae (dwergcelspinnen).

## Soort
- Plectoptilus myops Simon, 1905